# Xã Douglas, Quận Saunders, Nebraska
Xã Douglas (tiếng Anh: Douglas Township) là một xã thuộc quận Saunders, tiểu bang Nebraska, Hoa Kỳ. Năm 2010, dân số của xã này là 194 người.